# جايسون ويلكوكس
جايسون ويلكوكس (بالإنجليزية: Jason Wilcox)‏ (15 يوليو 1971 في المملكة المتحدة - ) هو لاعب كرة قدم بريطاني في مركز جناح ‏. شارك مع منتخب إنجلترا لكرة القدم الرديف ومنتخب إنجلترا لكرة القدم. أما مع النوادي، فقد لعب مع بلاكبيرن روفرز وليدز يونايتد وليستر سيتي ونادي بلاكبول.

## وصلات خارجية
- جايسون ويلكوكس على موقع قاعدة بيانات كرة القدم.إي يو (الإنجليزية)
- جايسون ويلكوكس على موقع ناشيونال فوتبول تيمز (الإنجليزية)
- جايسون ويلكوكس على موقع Soccerbase.com (لاعب) (الإنجليزية)
- جايسون ويلكوكس على موقع عالم كرة القدم.نت (الإنجليزية)